# Zeuxine strateumatica
Zeuxine strateumatica är en orkidéart som först beskrevs av Carl von Linné, och fick sitt nu gällande namn av Rudolf Schlechter. Zeuxine strateumatica ingår i släktet Zeuxine och familjen orkidéer. IUCN kategoriserar arten globalt som livskraftig. Inga underarter finns listade i Catalogue of Life.

## Bildgalleri

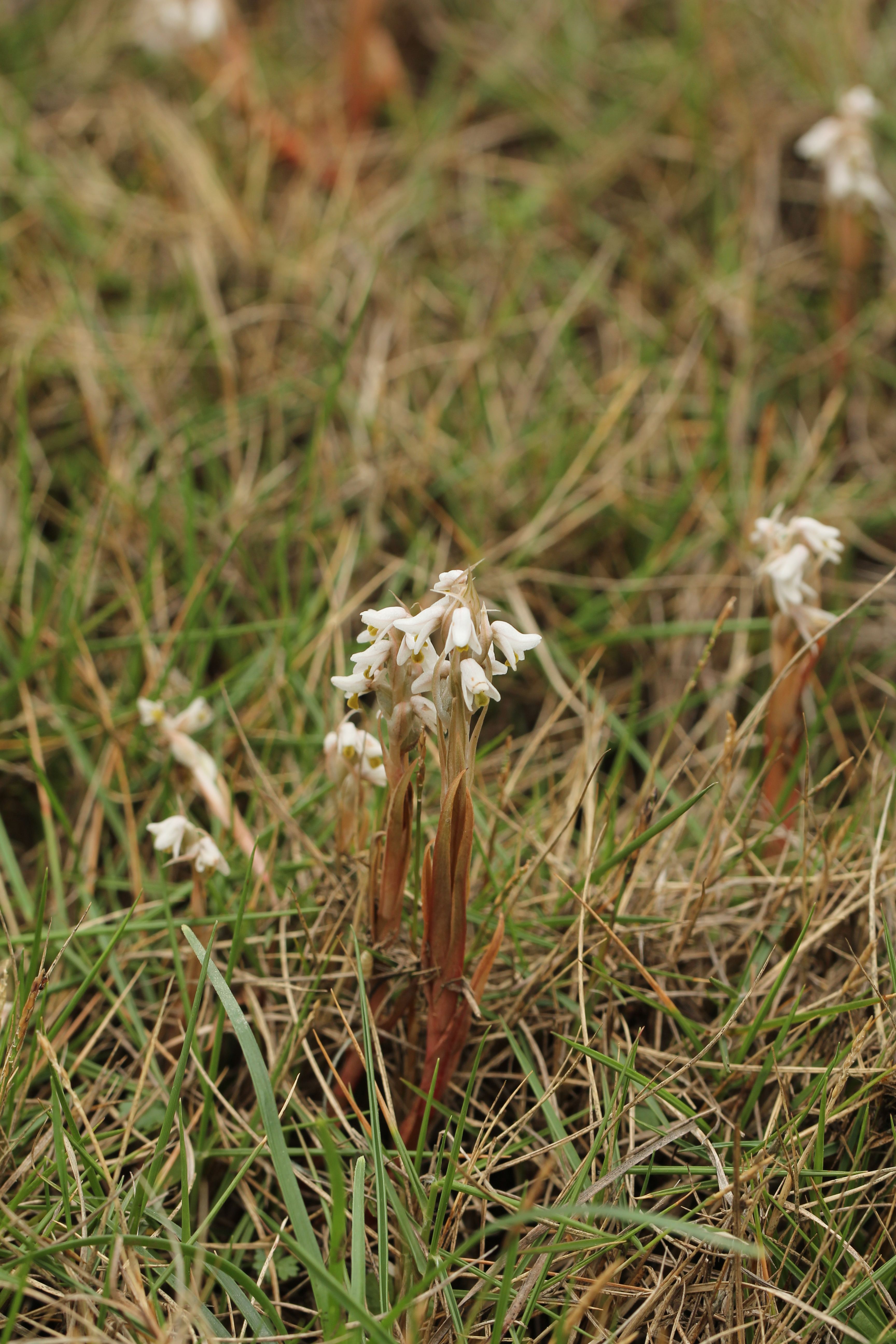
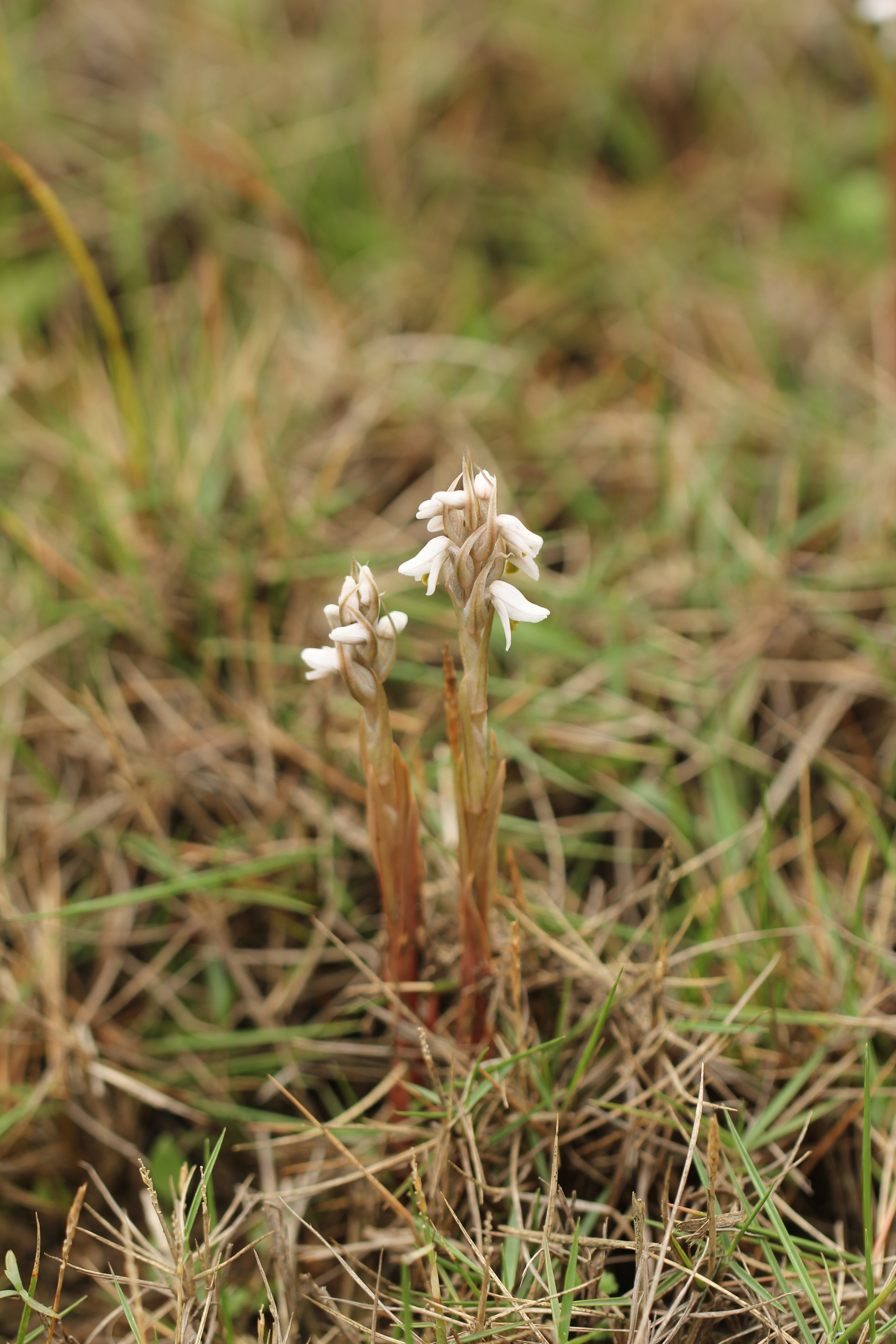
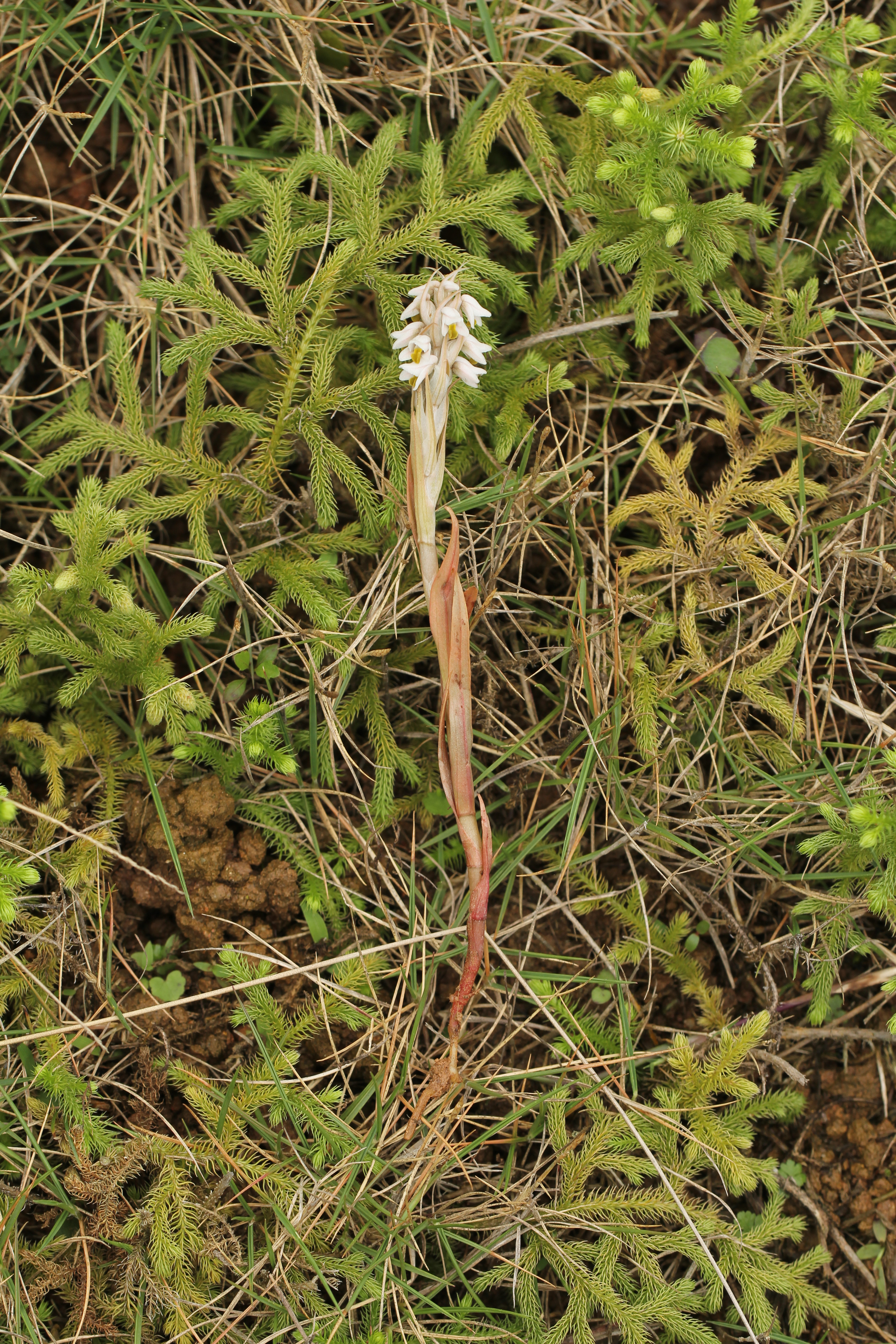
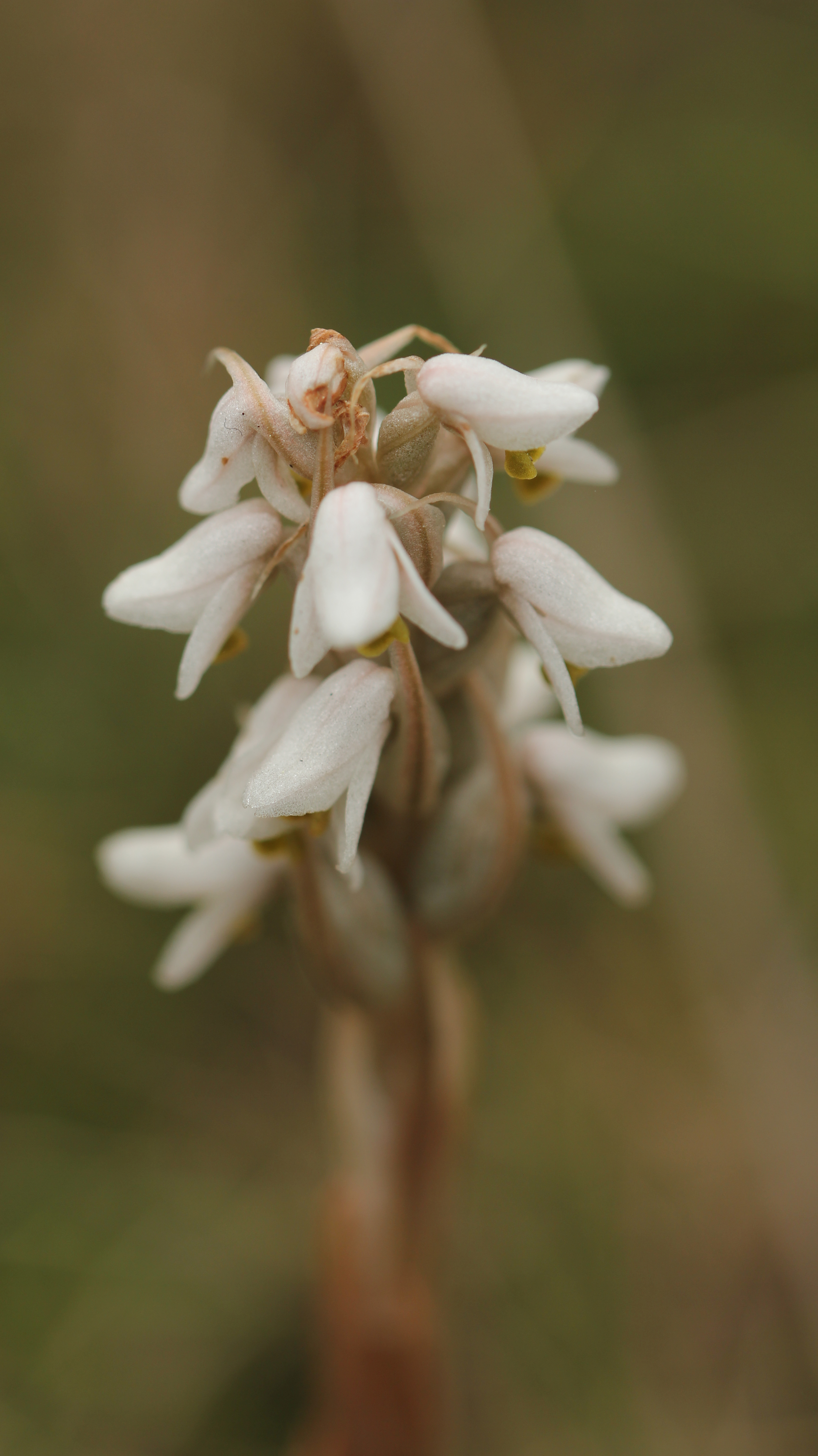
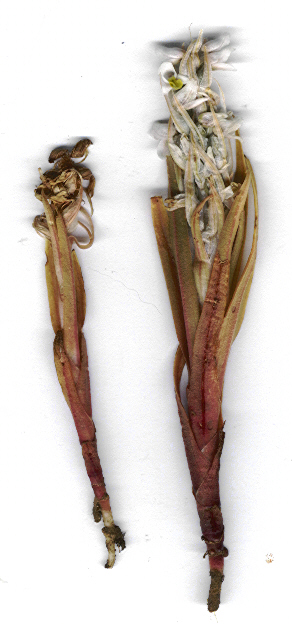
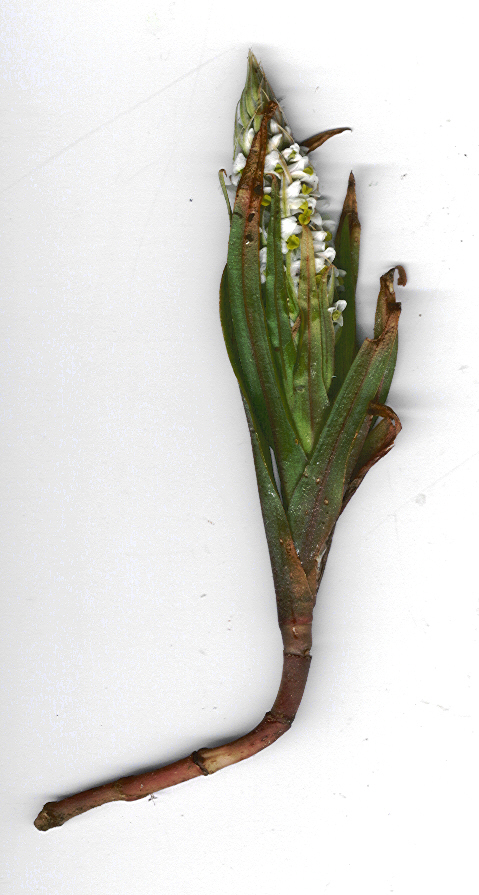